# Lijst van personen uit Thessaloniki
Deze chronologische lijst van personen uit Thessaloniki bevat personen die geboren zijn in voornoemde Griekse plaats.

## Geboren in Thessaloniki

### Voor 1900

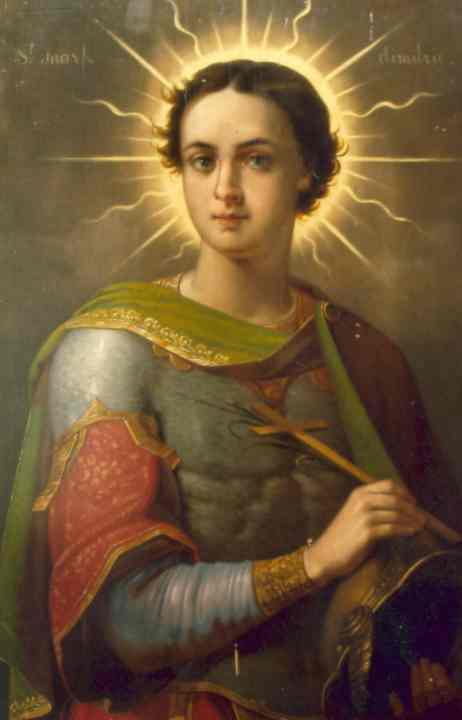
Sint Demetrius (±280-306?)

- Sint Demetrius (ca. 280-306?), patroonheilige van de stad
- Cyrillus van Saloniki (827-869), christelijk prediker op de Balkan
- Methodius (826-885), bisschop en broer van Cyrillus
- Ioannis Papafis (1792-1886), Grieks zakenman, weldoener en geldschieter van de Griekse Onafhankelijkheidsoorlog
- Mustafa Kemal Atatürk (1881-1938), Ottomaanse en later Turkse legerofficier, politicus en grondlegger van de republiek Turkije
- Nina M. Davies (1881-1965), Schotse egyptologe
- John Pandellis (1896-1965), Grieks-Nederlands kunstschilder en decorbouwer

### 1900–1939
- Daniel Carasso (1905-2009), Spaans zakenman, zoon van Isaac Carasso (Groupe Danone)
- Alberto Errera (1913-1944), verzetsstrijder van Joodse afkomst, bekend als waarschijnlijke maker van de Sonderkommandofoto's
- Moshe Ha-Elion (1925-2022), Israëlisch schrijver van Grieks-Joodse afkomst en overlevende van de Holocaust
- Christos Sartzetakis (1929-2022), president van Griekenland 1985-1990
- Shlomo Venezia (1923-2012), Italiaans schrijver van Grieks-joodse afkomst

### 1940–1969
- Dimitrios Pandermalis (1940-2022), archeoloog
- Katerina Sakellaropoulou (1956), advocate, rechter en politica; president van Griekenland sinds 2020
- Evangelos Venizelos (1957), politicus (PASOK)
- Grigoris Tsinos (1958), voetballer

### 1970–1979
- Traianos Dellas (1976), voetballer
- Vassilis Lakis (1976), voetballer
- Eva Kaili (1978), politica en nieuwspresentatrice
- Konstantinos Loumpoutis (1979), voetballer
- Athanassios Prittas (1979), voetballer

### 1980–1999
- Ioannis Tamouridis (1980), wielrenner
- Gianna Terzi (1980), zangeres
- Maria Tsiartsiani (1980), beachvolleyballer
- Panagiotis Lagos (1985), voetballer
- Aristeidis Grigoriadis (1985), zwemmer
- Thanasis Papazoglou (1988), voetballer
- Sokratis Dioudis (1993), voetballer
- Vangelis Pavlidis (1998), voetballer

### Vanaf 2000
- Christos Tzolis (2002), voetballer
- Stefanos Tzimas (2006), voetballer